# Ko Ki-hjon
Ko Ki-hjon (hangul: 고기현, hanča: 高基鉉, anglickým přepisem Ko Gi-hyun; * 11. května 1986, Soul) je jihokorejská závodnice v short tracku.
Je držitelkou dvou olympijských medailí, obě získala na olympiádě v Salt Lake City roku 2002: zlatou v závodě na 1500 metrů a stříbrnou v závodě na 1000 metrů. Své zlato získala ve věku 15 let a 277 dní, což z ní učinilo druhého nejmladšího zlatého medailistu v individuální disciplíně na zimních olympijských hrách (po Taře Lipinské). Po olympiádě už se však tolik neprosadila. Ze světových šampionátů si přivezla již jen dvě zlata ze štafet.